# شهرستان مچتلینسکی
شهرستان مچتلینسکی (به لاتین: Mechetlinsky District) یک شهرستان در روسیه است که در باشقیرستان واقع شده‌است.